# Andrea Sánchez Falcón
Andrea Sánchez Falcón (Arucas, Gran Canària, 28 de febrer de 1997) és una futbolista espanyola que pot jugar com a lateral o extrem. La temporada 2021-22 va jugar cedida al Llevant Femení de la Primera Divisió Femenina espanyola. L'agost de 2022 va arribar a un acord per desvincular-se del Barcelona.
És internacional amb la selecció espanyola.
Ha guanyat 7 Lligues, 2 Copa de la Reina, 1 Supercopa i 5 Copa Catalunya amb el FC Barcelona i l'Atlético de Madrid. També és subcampiona d'Europa amb la selecció sub-17 i sub-19.
El que més han destacat d'ella és el seu un contra un, la seva habilitat amb ambdues cames, les seves passades i centrades, i la potència del seu xut. Ella es defineix com «una jugadora de banda, que es caracteritza per la seva velocitat, que lluita cada pilota i que no en dona una per perduda».
És graduada en psicologia.

## Palmarès

### Clubs
| Títol             | Equip              | País      | Any  |
| ----------------- | ------------------ | --------- | ---- |
| Lliga             | FC Barcelona       | Espanya   | 2013 |
| Copa de la Reina  | FC Barcelona       | Espanya   | 2013 |
| Lliga             | FC Barcelona       | Espanya   | 2014 |
| Copa de la Reina  | FC Barcelona       | Espanya   | 2014 |
| Lliga             | FC Barcelona       | Espanya   | 2015 |
| Lliga             | Atlético de Madrid | Espanya   | 2017 |
| Lliga             | Atlético de Madrid | Espanya   | 2018 |
| Lliga             | Atlético de Madrid | Espanya   | 2019 |
| Lliga             | FC Barcelona       | Espanya   | 2020 |
| Supercopa         | FC Barcelona       | Espanya   | 2020 |
| Copa de la Reina  | FC Barcelona       | Espanya   | 2020 |
| Lliga             | FC Barcelona       | Espanya   | 2021 |
| Copa de la Reina  | FC Barcelona       | Espanya   | 2021 |
| Lliga de Campions | FC Barcelona       |           | 2021 |
| Copa Catalunya    | FC Barcelona       | Catalunya | 2012 |
| Copa Catalunya    | FC Barcelona       | Catalunya | 2013 |
| Copa Catalunya    | FC Barcelona       | Catalunya | 2014 |
| Copa Catalunya    | FC Barcelona       | Catalunya | 2015 |
| Copa Catalunya    | FC Barcelona       | Catalunya | 2019 |

### Selecció
| Títol          | Equip   | País    | Any  |
| -------------- | ------- | ------- | ---- |
| Copa d'Algarve | Espanya | Espanya | 2017 |